# جولة افتراضية

خريطة للحرم الجامعي الرئيسي لجامعة لافال في مدينة كيبيك تقدم (في العموم) نوعًا من جولات التصوير الفوتوغرافي مع الصور.

الجولة الافتراضية: هي محاكاة لموقع موجود، وتتألف عادةً من سلسلة من مقاطع الفيديو، أو الصور الثابتة. قد يستخدم أيضًا عناصر وسائط متعددة أخرى، مثل: (المؤثرات الصوتية، والموسيقى، والسرد، والنص). ويتميز عن استخدام البث التلفزيوني المباشر للتأثير في السياحة.
وصلة=|تصغير
غالبًا ما تُستخدم عبارة «جولة افتراضية» لوصف مجموعة متنوعة من مقاطع الفيديو، والوسائط الفوتوغرافية. تشير البانوراما إلى عرض غير منقطع لأن البانوراما يمكن أن تكون إما سلسلة من الصور، أو لقطات فيديو متحركة. ومع ذلك، فقد ارتبطت عبارتا «جولة بانورامية»، و«جولة افتراضية» غالبًا بجولات افتراضية، جرى إنشاؤها باستخدام الكاميرات الثابتة. تتكون هذه الجولات الافتراضية من عدد من اللقطات المأخوذة من وجهة نظر واحدة. يجري تدوير الكاميرا والعدسة حول ما يشار إليه بنقطة عدم اختلاف المنظر (النقطة الدقيقة في الجزء الخلفي من العدسة حيث يتقارب الضوء).
جولة الفيديو: عبارة عن مقطع فيديو بالحركة الكاملة للموقع. على عكس الإحساس الثابت بالجولة الافتراضية، فإن جولة الفيديو هي جولة خطية للموقع. باستخدام كاميرا فيديو، يجري تصوير الموقع بوتيرة سريعة مع التحرك باستمرار من نقطة إلى أخرى في جميع أنحاء موقع الموضوع. يمكن إنشاء جولات افتراضية ثلاثية الأبعاد باستخدام إعادة التشكيل ثلاثية الأبعاد.

## تاريخ
يعود أصل مصطلح «جولة افتراضية» إلى عام 1994. كان المثال الأول للجولة الافتراضية هو جولة تفسيرية لزائر المتحف، تتألف من «جولة» لإعادة بناء قلعة دودلي في إنجلترا كما كانت عام 1550. يتكون هذا من نظام قائم على قرص ليزر يجري التحكم فيه بوساطة الكمبيوتر، صممه المهندس البريطاني كولن جونسون.
كانت الملكة إليزابيث الثانية من أوائل مستخدمي الجولة الافتراضية، عندما افتتحت رسميًا مركز الزوار في يونيو 1994. ولأن مسؤولي الملكة طلبوا العناوين، والأوصاف، والتعليمات لجميع الأنشطة، فقد جرت تسمية النظام ووصفه على النحو التالي: «الجولة الافتراضية، بوصفها تقاطعًا بين الواقع الافتراضي، والجولة الملكية». يمكن الاطلاع على تفاصيل المشروع الأصلي على الإنترنت. تم عرض النظام في مؤتمر عقده المتحف البريطاني في نوفمبر 1994، وفي ورقة فنية لاحقة.

## التقاط
يمكن التقاط الجولات الافتراضية باستخدام الكاميرات متعددة الاتجاهات و/أو نقش الصور.

## مؤسس الفيديو
مع انتشار الفيديو على الإنترنت، تزداد شعبية الجولات الافتراضية القائمة على الفيديو. تُستخدم كاميرات الفيديو لتحريك خصائص الموضوع الحقيقية وتجولها. فائدة هذه الطريقة هي أن وجهة النظر تتغير باستمرار في جميع أنحاء المقلاة. ومع ذلك، يتطلب التقاط فيديو عالي الجودة مهارات ومعدات تقنية أكثر بكثير من التقاط صور ثابتة رقمية. يزيل الفيديو أيضًا تحكم المشاهد في الجولة. لذلك، فإن الجولة هي نفسها لجميع المشاهدين، ويجري اختيار الموضوع من قبل مصور الفيديو. يتطلب تحرير الفيديو الرقمي الكفاءة في استخدام برامج تحرير الفيديو، وله متطلبات أعلى لأجهزة الكمبيوتر. أيضًا، يتطلب عرض الفيديو عبر الإنترنت مزيدًا من النطاق الترددي. بسبب هذه الصعوبات، غالبًا ما تُترك مهمة إنشاء جولات بالفيديو للمحترفين.
تستخدم مجموعات مختلفة مؤخرًا نظام جوجل لتوفير الوصول إلى المناطق الخاصة، التي لم تكن متاحة سابقًا لعامة الناس.

## التطبيقات
تُستخدم الجولات الافتراضية على نطاق واسع للجامعات، وفي صناعات العقارات، والضيافة. يمكن للجولات الافتراضية أن تسمح للمستخدم بمشاهدة البيئة في أثناء الاتصال بالإنترنت. حاليًا، تستخدم مجموعة متنوعة من الصناعات هذه التكنولوجيا للمساعدة على تسويق خدماتها، ومنتجاتها. على مدى السنوات القليلة الماضية، تحسنت جودة وإمكانية الوصول إلى الجولات الافتراضية إلى حد كبير، حيث سمحت بعض مواقع الويب للمستخدم بالتنقل في الجولات من طريق النقر على الخرائط، أو مخططات الطوابق المتكاملة.

### على شبكة الإنترنت أو عبر الإنترنت
بالنسبة لمعظم أغراض العمل، يجب أن تكون الجولة الافتراضية متاحة من كل مكان. الحل الرئيسي: هو جولة افتراضية على شبكة الإنترنت. إضافةً إلى ذلك، فإن الجولة الافتراضية الثرية، والمفيدة ليست -فقط- سلسلة من الصور البانورامية. يمكن الحصول على تجربة أفضل من طريق عرض مجموعة متنوعة من المواد، مثل تلك التي جرى الحصول عليها من مقاطع الفيديو، والنصوص، والصور الثابتة في محتوى ويب تفاعلي. هنالك العديد من الطرائق لجمع البيانات في محتوى ويب مختلط، مثل استخدام أدوات إنشاء المحتوى الغني (مثلًا: جافا الصغير، أو أدوبي فلاش)، أو نظام إدارة محتوى الويب.
أصبحت الجولات القائمة على الفلاش شائعة جدًا اليوم. أظهرت دراسة أجرتها مجموعة بي أي دبليو للأبحاث أن أكثر من 5 ملايين أمريكي شاهدوا جولات افتراضية يوميًا في عام 2004. وأظهرت بيانات أبحاث بي أي دبليو أن الأمريكيين الذين يشاهدون الجولات الافتراضية ارتفع من 54 مليون شخص في عام 2004 إلى 72 مليون شخص بحلول أغسطس 2006، أي 2 زيادة قدرها 18 مليون سنة.
يعود الفضل جزئيًا إلى الانفجار الأخير للعديد من أجهزة الإنترنت، مثل جهاز أيباد، وأيفون شركة ابل، ومنصات الحوسبة اللوحية الأخرى المدعومة بالكامل بأنظمة تشغيل أندرويد 3 من جوجل، مثل موتورولا إكسزووم. ويمكن توقع استهلاك محتوى الجولة الافتراضية، من طريق ازدياد استخدام الجولات الافتراضية، التي يقودها أدوبي فلاش، أو (HTML5 / CSS3) بمرور الوقت.

### العقارات
تحظى الجولات الافتراضية بشعبية كبيرة في صناعة العقارات. توجد أنواع عدة من هذه الجولات، متضمنةً خيارات بسيطة (مثل مخططات الطوابق التفاعلية)، وخيارات أكثر تطورًا (مثل الجولات الافتراضية كاملة الخدمات). يُظهر مخطط الطابق التفاعلي صورًا للممتلكات بمساعدة مخطط أرضي، وأسهم للإشارة إلى مكان التقاط كل صورة. النقر على الأسهم يُظهر للمستخدم مكان الكاميرا، والطريقة التي تشير إليها الكاميرا. عادةً ما يجري إنشاء الجولات الافتراضية كاملة الخدمات من قبل مصور محترف يقوم بزيارة العقار الذي يجري بيعه، والتقاط العديد من الصور، وتشغيلها من طريق برنامج تصميم. عادة ما تكون الجولات الافتراضية ذات الخدمة الكاملة أغلى من مخططات الطوابق التفاعلية بسبب تكلفة المصور، والمعدات المتطورة المستخدمة، مثل كاميرا اس ال ار الرقمية، والبرامج المتخصصة. عادةً ما ترتبط الجولات الافتراضية للعقارات بالقائمة في خدمة القوائم المتعددة.

### محفوظة تاريخية
جرى استخدام تقنية الجولات الافتراضية ثلاثية الأبعاد بنحو متزايد في التوثيق، والحفاظ على الممتلكات التاريخية المعرضة لخطر التجريف، أو الخضوع لدخول عام مقيد. يمكن تخزين النماذج الافتراضية ثلاثية الأبعاد التي تستخدم تنسيقات الملفات القياسية، مثل تنسيق ملف الكائن (obj.)، في أرشيفات رقمية للبحث، والاستكشاف الأكاديمي في المستقبل.

### ضيافة
تحظى الجولات الافتراضية أيضًا بشعبية في صناعة الضيافة. تقدم الفنادق بنحو متزايد جولات عبر الإنترنت على مواقعها على شبكة الإنترنت، بدءًا من الصور المزودة بـ (360) إلى جولات الفيديو المنتجة بنحو احترافي. تقدم الفنادق هذه الجولات عادةً في محاولة لزيادة إيرادات الحجز من طريق تزويد المشاهدين عبر الإنترنت بإطلالة غامرة للممتلكات، ووسائل الراحة الخاصة به.